# 楊文廣 (播州)
楊文廣（？—？），字敬德，第九任播州土司，其活躍年代位於北宋時期。
楊文廣是前任土司楊光震的長子，後來繼承土司之位。他的叔父楊光榮陰謀推翻他篡位，但不被大眾支持。楊光榮出奔高州，想要藉助蠻兵來推翻楊文廣。楊文廣與部将谢石近、谢成忠商議，作書以利害勸說楊光榮，於是楊光榮回到播州，依舊和好如初。楊光榮圖謀毒死楊文廣，楊文廣得知後假裝不知，卻日益愛敬他。
黄标仪盜掘楊光震之墓，楊文廣逮捕並將其斬首，其弟理郭受到牽連，出奔高州，圖謀作亂。當時老鹰岩獠穆族也叛亂，楊文廣派謝都統將其平定，斬殺理郭、獠穆，釋放其黨羽七人。西平徭最為强悍不服管理，楊文廣與謝成忠乘著夜色突襲其柵，擒獲其首領，數落其罪狀後將其釋放。自此邊境蛮獠不再叛亂，播州戶口日益增多。
楊文廣官至武節大夫。有三子：楊惟聰、楊惟吉、楊惟信。他年僅三十六歲就去世，其子楊惟聰繼承土司之位。